# St. Maria (Oberntief)

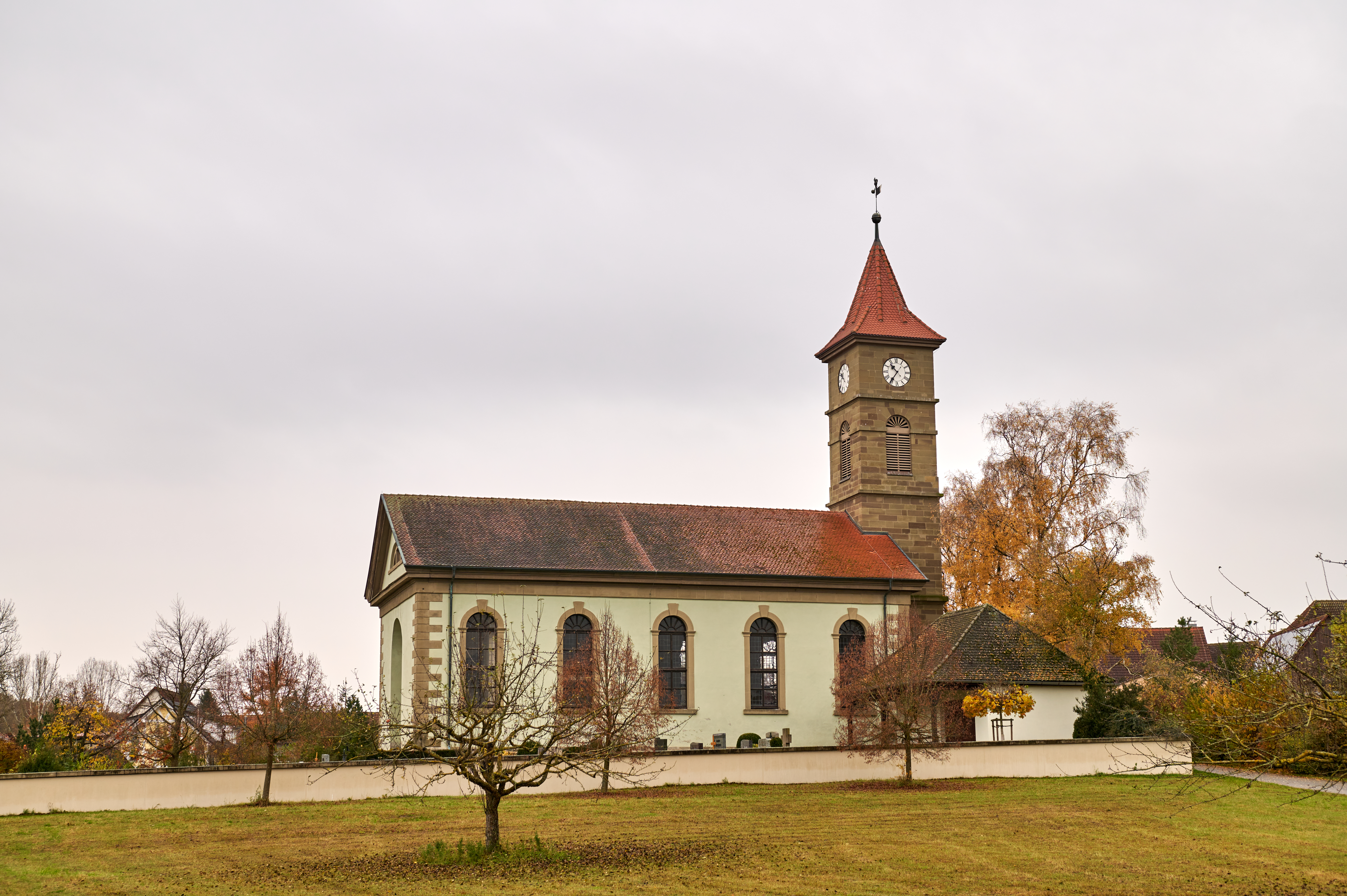
St. Maria in Oberntief

Die denkmalgeschützte, evangelische Pfarrkirche St. Maria steht in Oberntief, einem Gemeindeteil der Stadt Bad Windsheim im Landkreis Neustadt an der Aisch-Bad Windsheim (Mittelfranken, Bayern, Deutschland). Die Pfarrkirche ist unter der Denkmalnummer D-5-75-112-314 als Baudenkmal in der Bayerischen Denkmalliste eingetragen. Die Kirchengemeinde gehört zur Tiefgrundpfarrei im Dekanat Bad Windsheim im Kirchenkreis Ansbach-Würzburg der Evangelisch-Lutherischen Kirche in Bayern.

## Beschreibung
Die klassizistische Saalkirche wurde 1828–31 erbaut. Ihre Fassade, in der sich das Portal befindet, wurde nach dem Vorbild Griechischer Tempel gestaltet. Ihr mit Ecksteinen versehenes Langhaus, das mit einem Satteldach bedeckt ist, hat an den Langseiten je fünf Bogenfenster, die mit Werksteinen gerahmt sind. Der in die Westseite des Langhauses eingestellte Kirchturm aus Quadermauerwerk auf quadratischem Grundriss wird durch Gesimse in vier Geschosse geteilt. Das oberste Geschoss beherbergt die Turmuhr, das darunter liegende den Glockenstuhl. 